# Lista de ministros do Plano e do Planeamento de Portugal

Bandeira de ministro de Portugal.

Esta é uma lista de ministros com a tutela do Plano ou do Planeamento de Portugal cobrindo o atual período democrático (1974–atualidade), desde a criação do Ministério do Planeamento e Coordenação Económica a 26 de março de 1975 até à recriação do Ministério do Planeamento (26 de novembro de 2015).
Inicialmente, os ministros com a tutela do Plano/Planeamento eram responsáveis pela coordenação política de planeamento de cariz mais económico, numa altura em que se procurava construir políticas de economia planificada, de tipo socialista em Portugal. No final da década de 1980, o ministério evoluiu para um planeamento estratégico nacional (não só económico), tendo-se ocupado de vastas áreas como a administração local, o ordenamento do território, o desenvolvimento regional, o ambiente e recursos naturais ou a ciência e tecnologia. Abrangendo áreas provenientes dos ministérios das Finanças e do Plano, da Administração Interna, do Equipamento Social, da Agricultura e da Indústria e Energia, os ministros do Planeamento eram considerados peças fulcrais dos governos. No final da década de 1990 e início da década de 2000 e até à sua extinçção, o Ministério do Planeamento havia perdido já muitas das suas competências, tendo a seu cargo apenas o desenvolvimento regional e a estatística.

## Designações
Entre 1975 e 2002, o cargo de ministro do Plano/Planeamento teve as seguintes designações:
- Ministro do Planeamento e Coordenação Económica — designação usada entre 26 de março de 1975 e 19 de setembro de 1975;
- Cargo extinto — entre 19 de setembro de 1975 e 23 de julho de 1976;
- Ministro do Plano e Coordenação Económica — designação usada entre 23 de julho de 1976 e 30 de janeiro de 1978;
- Ministro das Finanças e do Plano — designação usada entre 30 de janeiro de 1978 e 1 de agosto de 1979;
- Ministro da Coordenação Económica e do Plano — designação usada entre 1 de agosto de 1979 e 3 de janeiro de 1980;
- Ministro das Finanças e do Plano — designação usada entre 3 de janeiro de 1980 e 4 de setembro de 1981;
- Ministro de Estado e das Finanças e do Plano — designação usada entre 4 de setembro de 1981 e 9 de junho de 1983;
- Ministro das Finanças e do Plano — designação usada entre 9 de junho de 1983 e 6 de novembro de 1985;
- Ministro do Plano e da Administração do Território — designação usada entre 6 de novembro de 1985 e 17 de agosto de 1987;
- Ministro do Planeamento e da Administração do Território — designação usada entre 17 de agosto de 1987 e 15 de janeiro de 1996;
- Ministro do Equipamento, do Planeamento e da Administração do Território — designação usada entre 15 de janeiro de 1996 e 25 de outubro de 1999
- Ministro do Planeamento — designação usada entre 25 de outubro de 1999 e 6 de abril de 2002;
- Cargo extinto — entre 6 de abril de 2002 e 26 de novembro de 2015;
- Ministro do Planeamento e das Infraestruturas — designação usada entre 26 de novembro de 2015 e 18 de fevereiro de 2019;
- Ministro do Planeamento — designação usada entre 18 de fevereiro de 2019 e 30 de março de 2022;
- Cargo extinto — desde 30 de março de 2022 e e a atualidade.

## Numeração
São contabilizados os períodos em que o ministro esteve no cargo ininterruptamente, não contando se este serve mais do que um mandato consecutivo. Ministros que sirvam em períodos distintos são, obviamente, distinguidos numericamente. 

## Lista
| Terceira República (1974–presente)       |                                                                                             |         |                         |                         |          |
| #                                        | Ministro do Planeamento e Coordenação Económica (Nascimento–Morte)                          | Retrato | Início do mandato       | Fim do mandato          | Governo  |
| Governos Provisórios (1974–1976)         |                                                                                             |         |                         |                         |          |
| 1                                        | Mário Luís da Silva Murteira (1933–2013)                                                    |         | 26 de março de 1975     | 19 de setembro de 1975  | IV Prov. |
| 1                                        | Mário Luís da Silva Murteira (1933–2013)                                                    | V Prov. | 26 de março de 1975     | 19 de setembro de 1975  |          |
| –                                        | Cargo extinto                                                                               |         | 19 de setembro de 1975  | 23 de julho de 1976     | ——       |
| Governos Constitucionais (1976-Presente) |                                                                                             |         |                         |                         |          |
| #                                        | Ministro do Plano e Coordenação Económica (Nascimento–Morte)                                | Retrato | Início do mandato       | Fim do mandato          | Governo  |
| 2                                        | António Francisco Barroso de Sousa Gomes (1936–2015)                                        |         | 23 de julho de 1976     | 30 de janeiro de 1978   | I        |
| #                                        | Ministro das Finanças e do Plano (Nascimento–Morte)                                         | Retrato | Início do mandato       | Fim do mandato          | Governo  |
| 3                                        | Vítor Manuel Ribeiro Constâncio (1943–)                                                     |         | 30 de janeiro de 1978   | 29 de agosto de 1978    | II       |
| 4                                        | José da Silva Lopes (1932–2015)                                                             |         | 29 de agosto de 1978    | 22 de novembro de 1978  | III      |
| 5                                        | Manuel Jacinto Nunes (1926–2014)                                                            |         | 22 de novembro de 1978  | 1 de agosto de 1979     | IV       |
| #                                        | Ministro da Coordenação Económica e do Plano (Nascimento–Morte)                             | Retrato | Início do mandato       | Fim do mandato          | Governo  |
| 6                                        | Carlos Jorge Mendes Corrêa Gago (1934–2015)                                                 |         | 1 de agosto de 1979     | 3 de janeiro de 1980    | V        |
| #                                        | Ministro das Finanças e do Plano (Nascimento–Morte)                                         | Retrato | Início do mandato       | Fim do mandato          | Governo  |
| 7                                        | Aníbal António Cavaco Silva (1939–)                                                         |         | 3 de janeiro de 1980    | 9 de janeiro de 1981    | VI       |
| 8                                        | João António Morais da Silva Leitão (1938–2006)                                             |         | 9 de janeiro de 1981    | 4 de setembro de 1981   | VII      |
| #                                        | Ministro de Estado e das Finanças e do Plano (Nascimento–Morte)                             | Retrato | Início do mandato       | Fim do mandato          | Governo  |
| 9                                        | João Maurício Fernandes Salgueiro (1934–2023)                                               |         | 4 de setembro de 1981   | 9 de junho de 1983      | VIII     |
| #                                        | Ministro das Finanças e do Plano (Nascimento–Morte)                                         | Retrato | Início do mandato       | Fim do mandato          | Governo  |
| 10                                       | Ernâni Rodrigues Lopes (1942–2010)                                                          |         | 9 de junho de 1983      | 6 de novembro de 1985   | IX       |
| #                                        | Ministro do Plano e da Administração do Território (Nascimento–Morte)                       | Retrato | Início do mandato       | Fim do mandato          | Governo  |
| 11                                       | Luís Francisco Valente de Oliveira (1937–)                                                  |         | 6 de novembro de 1985   | 17 de agosto de 1987    | X        |
| #                                        | Ministro do Planeamento e da Administração do Território (Nascimento–Morte)                 | Retrato | Início do mandato       | Fim do mandato          | Governo  |
| –                                        | Luís Francisco Valente de Oliveira (continuação) (1937–)                                    |         | 17 de agosto de 1987    | 28 de outubro de 1995   | XI       |
| –                                        | Luís Francisco Valente de Oliveira (continuação) (1937–)                                    | XII     | 17 de agosto de 1987    | 28 de outubro de 1995   |          |
| 12                                       | João Cardona Gomes Cravinho (1936–2025)                                                     |         | 28 de outubro de 1995   | 15 de janeiro de 1996   | XIII     |
| #                                        | Ministro do Equipamento, do Planeamento e da Administração do Território (Nascimento–Morte) | Retrato | Início do mandato       | Fim do mandato          | XIII     |
| –                                        | João Cardona Gomes Cravinho (continuação) (1936–2025)                                       |         | 15 de janeiro de 1996   | 25 de outubro de 1999   | XIII     |
| #                                        | Ministro do Planeamento (Nascimento–Morte)                                                  | Retrato | Início do mandato       | Fim do mandato          | Governo  |
| 13                                       | Elisa Maria da Costa Guimarães Ferreira (1955–)                                             |         | 25 de outubro de 1999   | 6 de abril de 2002      | XIV      |
| –                                        | Cargo extinto                                                                               |         | 6 de abril de 2002      | 26 de novembro de 2015  | ——       |
| #                                        | Ministro do Planeamento e das Infraestruturas (Nascimento–Morte)                            | Retrato | Início do mandato       | Fim do mandato          | Governo  |
| 14                                       | Pedro Manuel Dias de Jesus Marques (1976–)                                                  |         | 26 de novembro de 2015  | 18 de fevereiro de 2019 | XXI      |
| #                                        | Ministro do Planeamento (Nascimento–Morte)                                                  | Retrato | Início do mandato       | Fim do mandato          | XXI      |
| 15                                       | Ângelo Nelson Rosário de Souza (1954–)                                                      |         | 18 de fevereiro de 2019 | 30 de março de 2022     | XXI      |
| 15                                       | Ângelo Nelson Rosário de Souza (1954–)                                                      | XXII    | 18 de fevereiro de 2019 | 30 de março de 2022     |          |
| –                                        | Cargo extinto                                                                               |         | 30 de março de 2022     | presente                | ——       |

### Lista de ministros do Plano/Planeamento vivos
| Nome                     | Mandato(s) | Idade              |
| ------------------------ | ---------- | ------------------ |
| Vítor Constâncio         | 1978       | 81 anos e 192 dias |
| Aníbal Cavaco Silva      | 1980–1981  | 85 anos e 281 dias |
| Luís Valente de Oliveira | 1985–1995  | 87 anos e 236 dias |
| Elisa Ferreira           | 1999–2002  | 69 anos e 187 dias |
| Pedro Marques            | 2015–2019  | 48 anos e 264 dias |
| Nelson de Souza          | 2019–2022  | 70 anos e 132 dias |